# Liste des évêques de Sisteron
La liste des évêques de Sisteron recense le nom des évêques qui se sont succédé dans le diocèse de Sisteron, dans la région de la Provence, et correspondant au département des Alpes-de-Haute-Provence, en France. Le diocèse est supprimé en 1790, lors de la Révolution française.

## Antiquité tardive
- Chrysaphius (449-452) : cet évêque est incertain[1]
- Jean Ier (500-516 ?) : étant donné les incertitudes quant à l’existence de Chrysaphius, il est possible que cet évêque, Iohannes, soit le premier évêque de Sisteron[1]

## Moyen Âge

### Haut Moyen Âge
- Valère (517)
- Avole (541-554)
- Genès (573)
- Pologronius (584-585)
- Secondin Ier (614)
- Jean II (812-860)
- Viventius (IXe siècle)
- Magnibert (IXe siècle)
- Amantius (IXe siècle)
- Secondin II (IXe siècle)
- Virmagne (IXe siècle)
- Bon (867)
- Vincent (fin du IXe siècle)
- Eustorge (Xe siècle)
- Arnulphe (925 ?)
- Jean III (930-965 ?)
- Ours (967)
- Rodolphe Ier (981)

### Crise duXIesiècle
- Frodon (999-1015 (?)/1030). 
Un acte de 1030 le donne cependant encore vivant (Poly, 1972[2] ; Magnani, 1999[3] ; Varano, 2011[4] ; Foulon/Varano, 2013[5]).
  - Durand (1015 ?-1020), mentionné dans la Gallia christiana novissima (GCN) mais dont l'existence est cependant rejetée par Varano[4]. Il serait confondu avec Durand, évêque de Vence[4],[5].
- Pierre Ier (1023 ou 1030 - entre 1040/41 et 1046).
  - Géraud ? (1031 ?-1045 ?). La GCN relate la mention de ce personnage dans certains ouvrages tout en concluant qu'il reste « imaginaire ».
  - Pierre II de Nice (1043-1059 ?), tout comme le précédent, la GCN indique qu'il est tout au plus un prétendant.
- Sede vacante (1043-1060)
Situation orchestrée par Rambaud de Nice[5].
- Gérard Chevrier/Chabrier (1060-1074).
L'élection de Gérard ou Géraud Chevrier (ou Chabrier) par le concile d'Avignon vient clore une période de vacance. Géraud Chabrier occupe le siège[6] mais ne peut prendre possession de son diocèse[7].

### Moyen Âge central
- Charles (1082)
- Nitard (fin du XIe siècle)
- Bertrand Ier (1102-1105 ?)
- Gérard II (1110-1124)
- Raimbaud (1125 ?-1145)
- Pierre de Sabran (1145-1171)
- Bertrand II (1172-1174)
- Bermond d'Anduze (1174-1214)
- Rodolphe II (1216-1241)
- Henri de Suse (1244-1250), puis archevêque d'Embrun
- Humbert Fallavel (1250-1256)
- Alain de Lusarches (1257-1277)
- Pierre Giraud (1277-1291)

### Moyen Âge tardif
- Pierre d'Alamanon ou de Lamanon (1292-1304)
- Jacques Gantelmi (1306-1310)
- Raimond d'Oppède (1310-1328)
- Rostan Ier (1328-1348)
- Pierre Artaudi (1349-1360)
- Gérard III (1362-1369)
- Ranulphe de Selve (1370-1382)
- Artaud de Mélan (1382-1404), transféré à l'archevêché d'Arles
- Antoine de Viale (1383-1386), d’obédience urbaniste
- Nicolas Sacosta (1404-1414)
- Robert du Four (1414-1437)
- Mitre Gastinel (1437-1440)
- Raimond Talon (1437)
- Gaucher de Forcalquier (1440-1442)
- Charles de Borna (1442-1456)
- Jacques Radulphi (1456-1463)
- André de Plaisance (1463-1477)

## Temps modernes
- Jean Esquenart (1477-1492)
- Thibaud de la Tour d'Auvergne (1493-1499)
- Laurent Bureau (1499-1504)
- Pierre Filhol (1504-1506), ensuite archevêque d'Aix-en-Provence
- François de Dinteville 1er (1506-1514), ensuite évêque d'Auxerre
- Claude de Louvain (1514-1519), alors évêques de Soissons, abbé commendataire de Saint-Jean d'Amiens et  de Saint-Pierre de Bèze
- Michel de Savoie (1520-1522) ensuite brièvement évêques de Beauvais
- Claude d'Aussonville (1523-1531)
- Antoine de Narbonne (1531-1541)
- Albin de Rochechouard (1542-1543)
- Émeric de Rochechouard (1543-1580), frère du précédent
- Antoine de Couppes (1582-1606)
- Toussaint de Glandevès (1606-1648)
- Antoine d'Arbaud (1648-1666)
- Michel Poncet de La Rivière (1667-1675), ensuite archevêque de Bourges
- Jacques Potier de Novion (1677-1681), puis évêque d'Évreux
- Louis de Thomassin (1682-1718)
- Pierre-François Lafitau (1720-1764)
- Louis-Jérôme de Suffren (1764-1789), frère de Pierre André de Suffren dit le Bailli de Suffren, devient ensuite évêque de Nevers
- François de Bovet (1789-1801) [note 1],[8].